# Alazeja
De Alazeja (Russisch: Алазея) is een 1590 km lange rivier in het noorden van Siberië.
De rivier ontspringt op het Alazejaplateau dat ten zuiden ligt van het Oost-Siberisch Laagland en stroomt tussen de Jana in het westen en de Kolyma in het oosten noordwaarts, om in het laagland verder te stromen. Na Argachtach en Androeskino bereikt de Alazeja een kleine rivierdelta om ten slotte in de Oost-Siberische Zee uit te monden.